# Сана Солх
Сана Солх (19. септембар 1939 – 24. септембар 2019) била је либанска активисткиња за људска права која се залагала за поштовање и једнака права жена, деце и особа са инвалидитетом кроз друштвене и политичке промене. Била је једна од главних лидерки покрета за грађанска права у Либану, активно је радила, лобирала и водила демонстрације у борби за право жена да пренесу своју националност својој деци, залагала се за законе који би гарантовали квоте за учешће жена у политици, и прикупљала средства за многе институције и удружења у којима је била активна чланица.

## Живот и рад
Сана Солх потиче из угледне породице која је Либану дала четири премијера, Ријада Солха, Самија Солха, Такиудина Солха и Рашида Солха. Она је ћерка Вахида Солха, који је убијен из политичких разлога током грађанског рата у Либану 1958. године. Њена мајка је Мунира Солх која је била прва жена у Либану и вероватно у арапском свету која се кандидовала за место у парламенту Либана и једна од главних жена вођа демонстрација које су довеле до независности њене земље 1943. године.
У почетку, Сана Солх је била активна чланица Института за особе са инвалидитетом Ел Амал, у Брумани, Либан. Ал Амал је 1959. године основала њена мајка Мунира Солх и то је био први центар те врсте на Блиском истоку. Солх је деценијама помагала у управљању и прикупљању средстава за институт. Такође је преузела руководство Удружења родитеља деце са сметњама у развоју у Либану, које је такође основала њена мајка 1984. године.
Касније у животу, Солх је проширила обим свог активизма поставши потпредседница Либанског савета жена, кровне организације за више од 150 удружења широм земље, и била је генерална секретарка Амнести интернешенела у Либану.  Била је председница либанског огранка -{„Make Mothers Matter”}-, које се залаже за мир. На челу МММ-Либана, водила је низ радионица широм либанских региона како би помогла женама да превазиђу породичне сукобе и шире мир у својој заједници. Била је чланица многих других удружења за заступање, укључујући Лигу жена америчког универзитета у Бејруту, Међународну женску демократску унију, Унију за права детета у Либану, Националну унију удружења родитеља и институција за особе са интелектуалним инвалидитетом у Либану, и чланица оснивачке комисије Грађанске организације за безбедност грађана (Безбедан грађанин) у Либану. Солх је такође била чланица алумни удружења Либано-америчког универзитета (ЛАУ).

## Породични живот
Солх је имала троје деце са својим првим мужем Вајдијем Асадом Разуком: Асада, Надима и Неџлу, и двоје деце из другог брака са Џозефом Бутросом Радом: Наела и Халу.

## Образовање
Диплому пословног менаџмента стекла је на Универзитетском колеџу у Бејруту (садашњи Либано-амерички универзитет), диплому из социологије на Портсмут колеџу за технологију у Великој Британији и диплому превођења на -{„Ecole Hermes de Lausanne”}-, Швајцарска. Студирала је у средњој школи Брумана, Америчкој школи за девојке и на Женском лицеју у Бејруту.

## Конференције
У својој борби за унапређење права жена, деце и особа са инвалидитетом, Солх је представљала Либан на разним међународним конференцијама широм света.
- Међународни савет жена:

Бангкок, Тајланд, 17. – 19. новембар 2014
Сеул, Јужна Кореја, 17. – 22. септембар 2012
Барселона, Шпанија, јун 2012
Џакарта, Индонезија, април 2008
Рабат, Мароко, март 2005
- Међународна женска демократска унија:

Хавана, Куба, 28. новембар - 1. децембар 2015. Бразилија, Бразил, 8. – 12. април 2012.; Каракас, Венецуела
- Рехабилитациона Интернационала:

Најроби, Кенија, септембар 1992. Лисабон, Португал, јун 1984. Даблин, Ирска, 1968.
- Форум економских пословних жена:

Манама, Бахреин, новембар 2009
- Свеопшта федерација арапских жена:

Алжир, Алжир, 2006
- Конференција о арапским женама и квотама:

Бејрут, Либан, 1998